# Fèlix Colomer
Fèlix Colomer Vallès (Sabadell, 11 de noviembre de 1993) es un cineasta y documentalista catalán. En 2016 se graduó en la  Escuela Superior de Cine y Audiovisuales de Cataluña (ESCAC). El trabajo de final de su carrera que dirigió –el documental Sasha– se exhibió con éxito entre el público en los festivales FICG de Guadalajara (México), Sole-Luna de Palermo y Milán (Italia), Spanish Film Festival (Australia) y DOCS.Barcelona, entre otros. Sasha es un niño ucraniano acogido por una familia catalana dos veces al año. El rodaje supuso dos viajes de todo el equipo a aquel país. La película se proyectó en salas comerciales de Madrid, Barcelona y Sabadell, y se emitió en TV3 el 1 de julio de 2017.
En octubre de 2017 estrenó su segundo documental, Shootball, en la Sección Oficial del Festival Seminci de Valladolid. Se trata de un crudo reportaje sobre la trama de pederastas del colegio Maristas con declaraciones a cara descubierta de las víctimas, de los alumnos de la escuela, y del mismo pederasta que abusó de ellos.
Colomer ha participado también en el montaje de la película El rey de La Habana de Agustí Villaronga, en La lliçó (2013) como actor y en el documental Peret i l'origen de la rumba catalana y en The Numbers (2015), como editor.
En teatro, ha escrito y dirigido la obra No hay rival pequeño, que estuvo en escena en septiembre de 2017 en Microteatro Barcelona.
En 2020, crea con su compañera Valèria Aznar, el dúo musical de trap social, Angela (en honor a la activista afroamericana Angela Davis). En marzo de ese año, Angela presenta su ópera prima, el videoclip Una de cada Tres  en el que aborda la culpabilización social de la mujer en los casos de violación. En junio, el segundo videoclip de Angela, con decenas de miles de visitas en YouTube, es Frida & Chavela, donde se recrea la apasionada historia de amor que sostuvieron la artista plástica, Frida Kahlo, y la cantante, Chavela Vargas, en el reprimido México de los años treinta.
El 7 de febrero de 2021 HBO estrena Vitals, una serie-documental sobre la primera ola de la pandemia de la COVID-19, filmada en el Hospital Taulí de Sabadell.
En abril del 2022, TV3 emite su documental «Fugir», producido por El Terrat, en el espacio Sense Ficció. A causa de la guerra de Ucrania, el mismo Sasha que protagonizaba su primer documental, ahora ocho años mayor y acompañado de seis hermanos, huye de su casa en un autocar hacia Catalunya. Tiene que abandonar en su pueblo, Nikopol, a su madre y su hermana pequeña. Este documental obtuvo el Premi Civisme de la Generalitat 2022 en categoría de Medios de Comunicación.
Es profesor de Documentales en la ´Escola Superior de Cinema i Audiovisuals de Catalunya (ESCAC). Posteriormente es nombrado Director del Máster de Documentales de ESCAC.
En noviembre de 2023, HBO estrena la serie de siete capítulos «Las vidas de Fèlix». Se trata de un experimento muy personal en que narra una faceta de su vida en cada capítulo: ajedrez infantil, árbitro de fútbol, director de porno, veganismo, luchador anti-injusticias, cantante de trap y enamorado, siempre con su hijo de tres años, Riu, como hilo conductor.
En junio de 2024, estrena en Max (antes HBO), la serie de cuatro capítulos «Publio Cordón, secuestro sin fin». Acredita en él la desidia de una Policía Nacional, al servicio del PSOE de Felipe González, en la investigación de aquel secuestro, en contraste con la eficacia y empeño de la Guardia Civil. Entrevista a políticos como Mayor Oreja, Manuela Carmena, Fernando Grande-Marlaska o el juez Gómez Bermúdez. En el cuarto y último capítulo, es el propio Fèlix Colomer quien organiza una expedición a Mont Ventoux (Francia) para encontrar y desenterrar el cadàver de Publio Cordón con expertos en drones y detectores de metales, 29 años después de su muerte.
En marzo de 2025 estrena en el Festival de Málaga, la producción de 3Cat y Mediapro, Temps Mort. El jugador de baloncesto americano Charles Thomas aterriza en los años 60 en Catalunya para jugar con el Badalona primero y el Barça después. Su facilidad para puntuar y sus saltos prodigiosos por encima de la cesta le convierten en ídolo de las masas en toda España. Una lesión le cambia la vida, cae en las drogas y desaparece. Esposa e hijos le dan por muerto. Cuarenta años después, su compañero de equipo, el también americano Norman Carmichael recibe una llamada que desmonta todas las teorías.
En junio de 2025, gana el Premio al Mejor Documental en el Festival Internacional de Cine en Catalán, FIC-CAT, con la personalísima investigación sobre el negro de Banyoles, El Negre té Nom. Retrata la polémica internacional que, en los años 90, castigó esta ciudad del Pla de l'Estany con la etiqueta de racista por la exhibición pública de un hombre negro disecado en su museo. De nuevo, Fèlix Colomer no se conforma con relatar los hechos, sinó que crea otros nuevos y cambia la Historia. En un viaje a Botsuana y Sudáfrica, descubre a los descendientes reales del Negro de Banyoles y así da identidad al personaje ultrajado durante dos siglos, recupera su dignidad y restablece su nombre real: Molawa VIII.

## Premios paraSasha
- Mención Especial del Festival de Jurat Seminci de Valladolid 2017.[1]
- Primer premio al Mejor Documental en el festival internacional FIC-CAT.[1]
- Primer premio en el Festival Internacional Divercine de Montevideo 2017. (Uruguay)[1]
- Primer premio en inDOCumentari de Sabadell 2017.[16]
- Finalista en los Premios Gaudí 2018
- Primer premio al Mejor Documental en el festival internacional FIC-CAT 2025